# تن‌فروشی پنجره‌ای

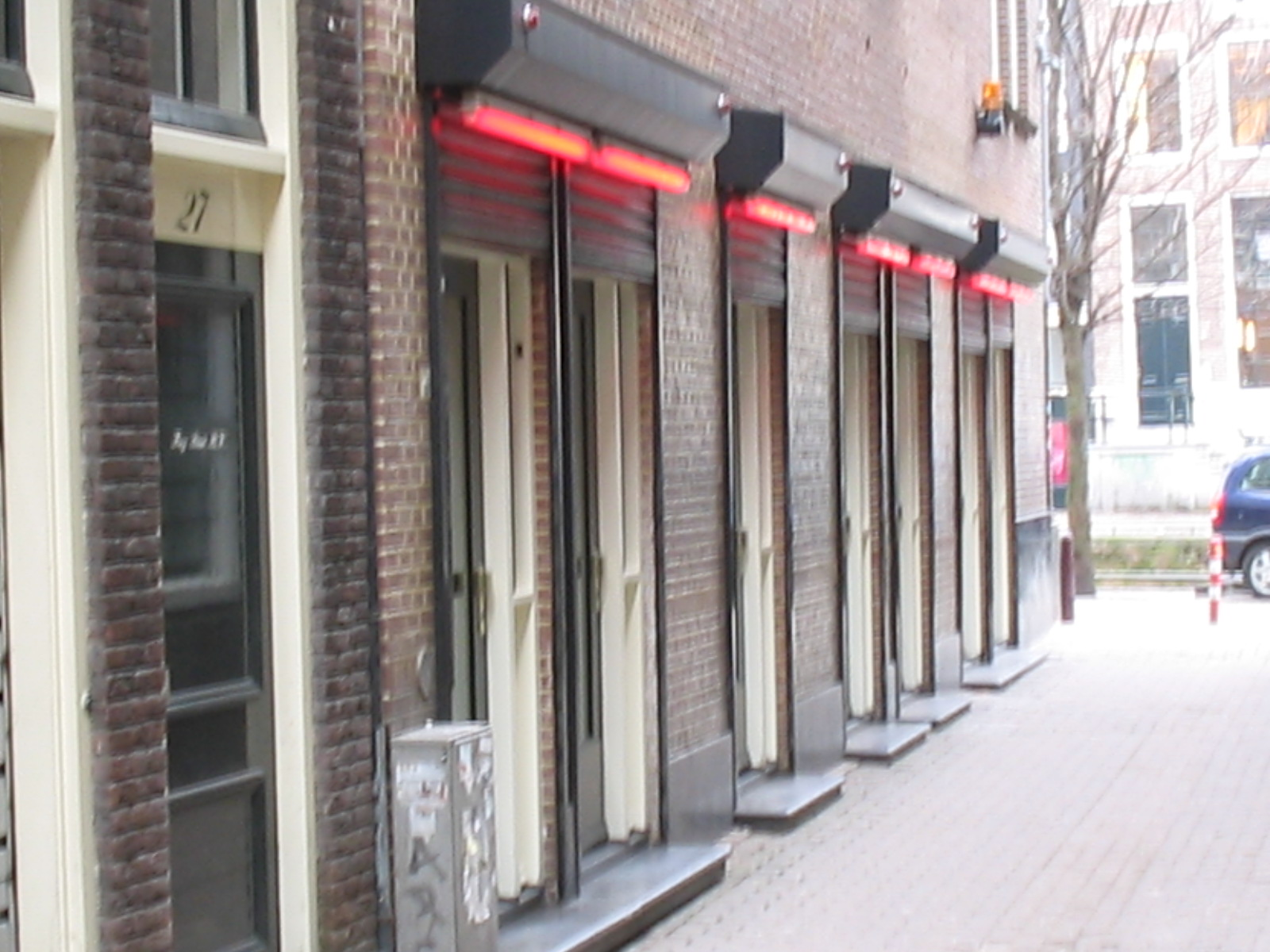
پنجره‌هایی با لامپ‌های قرمز در منطقه سرخ آمستردام

تن‌فروشی پنجره‌ای (انگلیسی: Window prostitution) نوعی از تن‌فروشی است که در هلند و کشورهای اطراف آن نسبتاً رایج است. فاحشه، یک پنجره به علاوه فضای کاری را از متصدی پنجره برای مدت زمان مشخص، اغلب به صورت روزانه یا بخشی از روز اجاره می‌کند. فاحشه نیز مستقل است و مشتریان خود را جذب می‌کند و همچنین در مورد قیمت و خدماتی که قرار است ارائه شود مذاکره می‌کند.

## وضعیت تن‌فروشی در هلند

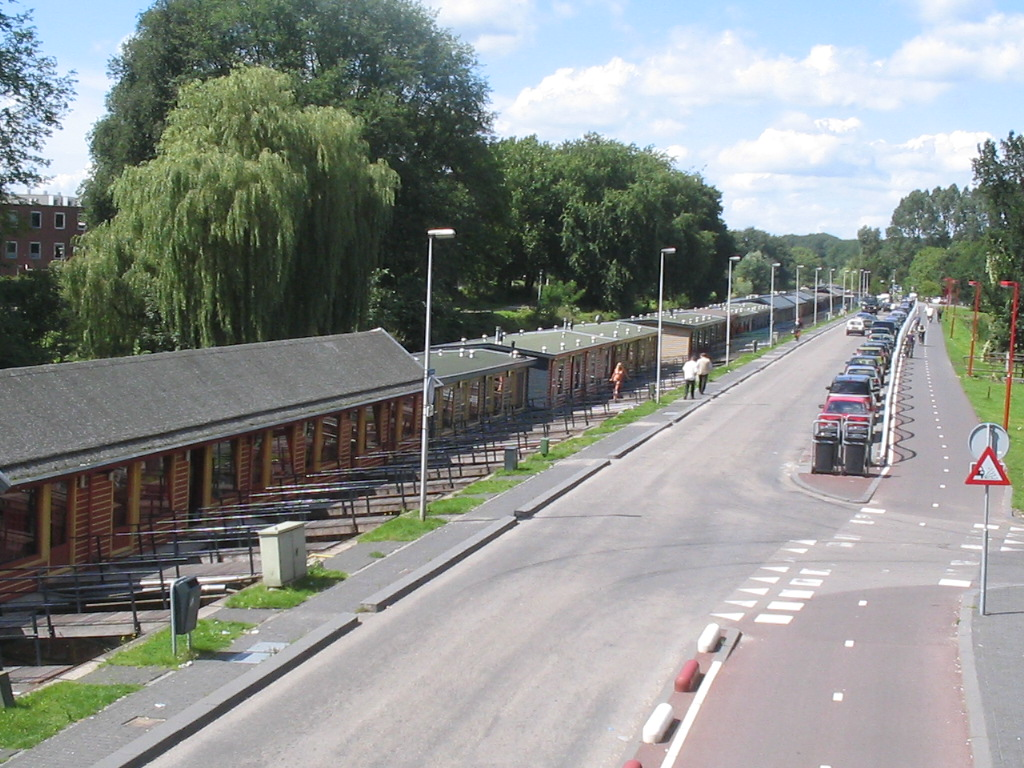
تن‌فروشی پنجره ای در اوترخت در خانه‌های قایقی در رود فخت انجام می‌شد تا اینکه توسط شورای شهر تعطیل شد.

تن‌فروشی پنجره ای در اصل یک نوع معمولی هلندی از روسپی گری بود. این شکل تن‌فروشی، از طریق ممنوع شدن درخواست در خیابان یا در زدن به درها در منطقه قدیمی سرخ در آمستردام در اطراف کلیسای قدیمی به‌وجود آمد. در ابتدا پرده‌های پنجره‌ها کاملاً بسته بودند، با کمتر شدن سخت‌گیری اخلاق جنسی، پرده‌ها بیشتر باز شد. هنگامی که پرده‌ها کاملاً باز شدند، این روند به شکل لباس‌های کمتر و کمتری که روسپی می‌پوشید ادامه یافت. در زمان کنونی، پرده‌ها فقط زمانی بسته می‌شوند که فاحشه مشتری داشته باشد.
در هلند حدود ۱۲۷۰ پنجره برای تن‌فروشی استفاده می‌شود. در اوترخت شکل خاصی از تن‌فروشی پنجره‌ای از دهه ۱۹۶۰ وجود داشت؛ به این صورت که زنان پشت پنجره‌های خانه‌های قایقی که در امتداد زندپاد (جاده ای در امتداد ساحل شرقی رودخانه فخت) لنگر انداخته بودند، نشسته بودند. در ژوئیه ۲۰۱۳، مقامات شهرداری مجوزها را پس گرفتند.
۳۰ درصد از روسپی‌ها در هلند، تن‌فروشی پنجره‌ای انجام می‌دهند.